# Llista de collegia de l'antiga Roma
Aquesta llista de collegia de l'antiga Roma (llatí singular collegium, que significa «unit»; «col·legi professional» en català) designa un subconjunt d'associacions professionals, religioses i d'enterrament que existien durant la República Romana i l'Imperi Romà. L'altra forma jurídica principal de les associacions romaneses eren els clubs polítics, coneguts com a sodalitates. Els collegia van tenir un paper sociològic crític en l'organització de la societat romana, especialment entre els esclaus i les altres classes baixes. Al mateix temps, gran part de la història dels collegia no va ser registrada pels historiadors romans, ja que els autors aristocràtics de l'època eren predominantment desinteressats en la cronologia de les activitats sindicals, els rituals de culte i les pràctiques socials generals de les classes treballadores. Existeixen excepcions a aquesta norma, com el notable i prestigiós Collegium Pistorum (Col·legi dels flequers) que va rebre riqueses, estatus polític al Senat romà i una atenció històrica a l'antiga Roma. El més poderós d'aquests collegia professionals sovint tenia una influència política considerable, incloent-hi la legislació i els nomenaments de magistrats. Aquesta classe professional dels colegia es va modelar de la mateixa manera que una corporació pública. No obstant això, en virtut de la llei romana, els collegia mai van rebre els mateixos drets legals de personalitat que les corporacions modernes.
La principal demarcació en l'estudi dels collegia de l'antiga Roma afecta els seus estats legals amb les autoritats romanes. Un collegium es classificava com a collegium legitima o collegium illicita, respectivament si el collegium era lícit o il·legal. Aquesta classificació va passar per diversos paradigmes al llarg de la història romana, amb diversos senadors i emperadors, ja siguin estrictes o descontents amb els requisits legals d'un collegium. En molts d'aquests períodes més estrictes, l'aplicació de la llei col·legial es va mantenir laxa i la majoria de collegia en funcionament es van fer de forma il·legal. El més famós d'aquests collegia il·legals era el cristianisme. A més, els governadors locals i altres magistrats sovint tenien una discreció liberal sobre prohibir o sancionar els collegia dins de les seves jurisdiccions. Per aquests motius, el mateix collegium ocasionalment es dissolia i es reconstituïa després, depenent de les polítiques de les autoritats romanes. Per exemple, el Collegium Bacchus (Col·legi de culte a Baco) va ser el primer collegium del que es conserva un registre que va ser il·legalitzat. El 186 aC, el culte de Baco va ser prohibit pel decret del Senat. Posteriorment restaurat, el Collegium Bacchus va ser prohibit per segona vegada, per un breu període, durant la República Romana, el 64 aC.
Les actituds dels magistrats cap als collegia van ser notablement diferents entre el govern central a Itàlia i l'Imperi Romà d'Orient. El 21 aC, sota el regnat de l'emperador August, el senat romà va aprovar la Iulia lex collegiis. L'efecte de la Iulia lex collegiis va atorgar als collegia una capacitat jurídica determinada, inclosos els drets de propietat i la posició legal en els procediments judicials, tant com a demandat com a demandant. Al llarg de l'època imperial, els collegia també va adquirir la capacitat de rebre herències.

## Collegia
- Anys en porpra (†) són collegia legitima, col·legis legítims fundats amb l'aprovació del Senat romà.
- Anys en taronja (*) són collegia illicita, col·legis il·legals fundats sense l'aprovació del Senat romà.

| Nom                                                                      | Any                 | Lloc     | Comentari |
| ------------------------------------------------------------------------ | ------------------- | -------- | --- |
| Collegium Armariorum Col·legi dels gladiadors                            |                     |          | |
| Collegium Bacchus Col·legi de culte a Baco                               |                     |          | Il·legalitzat pel Senat el 186 aC i el 64 aC. |
| Collegium Bisellariorum Col·legi dels fabricants de cadires per als déus |                     |          | |
| Collegium Castrensialiorum Col·legi dels guaites                         |                     |          | |
| Collegium Centonariorum Col·legi dels ferrallers                         |                     |          | |
| Collegium Communionis Minirum Col·legi dels actors                       |                     |          | |
| Collegium Dianae et Antinoi Col·legi de culte a Diana i Antinoi          | 1 de gener de 133 * | Lanúvium | El collegium va ser una destacada associació d'enterradors que va rebre l'aprovació del Senat durant el consolat de Marcus Antonius Hiberus i Publius Mummius Sisenna. Els articles legals d'incorporació del collegium s'han conservat en un monument de marbre de dues columnes descobert el 1816 (CIL 14.2112). La pertinença al collegium requeria una quota inicial de 100 sestercis, una àmfora del bon vi i una quota mensual d'1,25 sestercis. |
| Collegium Farnariorum Col·legi dels segadors                             |                     |          | |
| Collegium Lupanariorum Col·legi de les prostitutes                       |                     |          | |
| Collegium Pistorum Col·legi dels flequers                                | 168 aC *            | Roma     | A la fi de la República romana, el pa es va desplaçar d'un bé de luxe a un aliment habitual. A mesura que l'oferta augmentava, es va establir un gremi de flequers per regular i controlar el mercat. El collegium es va convertir en crític pel subministrament de gra a l'antiga Roma. Com a conseqüència, el collegium va obtenir el seu propi seient al Senat.                                                                                     |
| Collegium Pontificum Col·legi dels pontífexs                             | 510 aC              | Roma     | |
| Collegium Saliarium Baxiarum Col·legi dels sabaters                      |                     |          | També conegut amb el nom de Collegium Sutorum. |
| Collegium Urinatorum Col·legi dels fabricants d'orinadors                |                     |          | |
| Collegium Vasculariorum Col·legi dels fabricants de vaixells metàl·lics  |                     |          | |
| Collegium Vinariorum Col·legi dels distribuïdors de vi                   |                     |          | |
| Collegium Vinatorum Col·legi dels conreadors de vinya                    |                     |          | |